# Narodni ples
Narodni ples ili folklorni ples je ples koji odražava život ljudi određene zemlje ili regije. Nisu svi etnički plesovi narodni plesovi. Na primjer, obredni plesovi ili plesovi obrednog podrijetla ne smatraju se narodnim plesovima. Ritualni plesovi obično se nazivaju "vjerskim plesovima", zbog svoje namjene.
Izrazi "etnički" i "tradicionalni" koriste se kada je potrebno naglasiti kulturne korijene plesa. U tom smislu, gotovo svi narodni plesovi su etnički. Ako neki plesovi, poput polke, prelaze etničke granice, pa čak i granicu između "narodnog" i "plesa na balovima", etničke razlike često su dovoljno velike da ih se spomene. Narodni plesovi odražavaju povijesne, društveno-gospodarske i kulturne osobitosti pojedinoga kraja i kulture.
Narodni plesovi dijele neke ili sve od sljedećih atributa:
- Plesovi se obično održavaju na narodnim plesnim okupljanjima ili društvenim događajima od strane ljudi s malo ili nimalo profesionalne obuke, često uz tradicionalnu glazbu.
- Plesovi koji općenito nisu namijenjeni za javnu izvedbu ili na pozornici, iako se kasnije mogu postaviti za scensku izvedbu.
- Izvođenje u kojem dominira naslijeđena tradicija iz raznih međunarodnih kultura, a ne inovacija (iako se narodne tradicije s vremenom mijenjaju).
- Novi plesači često uče neformalno promatrajući druge ili primajući pomoć od drugih.

Neki definiraju folklorni ples kao ples za koji ne postoji upravno tijelo ili ples za koji ne postoje natjecateljske ili profesionalne institucije. Izraz "narodni ples" ponekad se primjenjuje na plesove od povijesne važnosti u europskoj kulturi i povijesti; obično nastaju prije 20. stoljeća. Za druge kulture ponekad se koriste pojmovi "etnički ples" ili "tradicionalni ples", iako potonji izrazi mogu obuhvaćati ceremonijalne plesove.
Postoje brojni moderni plesovi, kao što je hip hop, koji se spontano razvijaju, ali se na njih uglavnom ne odnosi termin "folklorni ples", već se umjesto njih koriste izrazi "ulični ples". Pojam "narodni ples" rezerviran je za plesove koji su u značajnoj mjeri vezani tradicijom i nastali su u vremenima kada je postojala razlika između "pučkih" plesova i modernih društvenih plesova nastalih iz narodnih.

## Galerija
- Argentinski narodni ples malambo.
- Kambodžanski ples pauna.
- Polka
- Havajski ples